# Coppa Intercontinentale 1977 (pallacanestro)
La Coppa intercontinentale di pallacanestro del 1977 si è giocata in Spagna, a Madrid, ed è stata vinta dal Real Madrid.

## Risultati

### Classifica finale
|    | Squadra             | Gioc. | V | P | PF  | PS  | Punti |
| -- | ------------------- | ----- | - | - | --- | --- | ----- |
| 1. | Real Madrid         | 5     | 5 | 0 | 565 | 480 | 10    |
| 2. | Pall. Varese        | 5     | 3 | 2 | 492 | 489 | 8     |
| 3. | Maccabi Tel Aviv    | 5     | 3 | 2 | 530 | 485 | 8     |
| 4. | Franca              | 5     | 2 | 3 | 484 | 474 | 7     |
| 5. | Dragones de Tijuana | 5     | 1 | 4 | 470 | 563 | 6     |
| 6. | Providence Friars   | 5     | 1 | 4 | 436 | 486 | 6     |

| Coppa Intercontinentale 1977 |
| ---------------------------- |
| Real Madrid 2º titolo        |

## Formazione vincitrice
| N° | Naz.                   | Ruolo | Sportivo                    |  | Alt. |  |
| -- | ---------------------- | ----- | --------------------------- |  | ---- |  |
| 4  | Spagna (bandiera)      | AP    | Wayne Brabender             |  |      |  |
| 5  | Spagna (bandiera)      | P     | Vicente Ramos               |  |      |  |
| 6  | Spagna (bandiera)      | C     | Cristóbal Rodríguez         |  |      |  |
| 7  | Spagna (bandiera)      | P     | Carmelo Cabrera             |  |      |  |
| 8  | Spagna (bandiera)      | A     | Samuel Puente               |  |      |  |
| 9  | Spagna (bandiera)      | C     | Luis María Prada            |  |      |  |
| 10 | Stati Uniti (bandiera) | AP    | Walt Szczerbiak             |  |      |  |
| 11 | Spagna (bandiera)      | P     | Juan Antonio Corbalán       |  |      |  |
| 12 | Spagna (bandiera)      | C     | Rafael Rullán               |  |      |  |
| 13 | Spagna (bandiera)      | C     | Clifford Luyk               |  |      |  |
| 14 | Spagna (bandiera)      | AG    | Juan Manuel López Iturriaga |  |      |  |
| 15 | Stati Uniti (bandiera) | AG    | John Coughran               |  |      |  |
|    | Spagna (bandiera)      | C     | Fernando Romay              |  |      |  |
|    | Spagna (bandiera)      | A     | Joseba Gastañaga            |  |      |  |
|    | Spagna (bandiera)      | All.  | Lolo Sainz                  |  |      |  |